# Bussières (Saona y Loira)
Bussières es una comuna francesa situada en el departamento de Saona y Loira, en la región Borgoña-Franco Condado.

## Demografía
| 282 | 256 | 318 | 393 | 463 | 535 | 573 |
| Para los censos de 1962 a 1999 la población legal corresponde a la población sin duplicidades (Fuente: INSEE [Consultar]) |     |     |     |     |     |     |